# Gross Rosebel Airstrip
Gross Rosebel Airstrip is een landingsstrook in de regio Gross Rosebel in Brokopondo in Suriname. De ondergrond van de landingsbaan is van gras. De baan heeft een lengte van circa 600 meter.
Er zijn rond de vijf maatschappijen die het vliegveld aandoen. Er zijn vooral vluchten naar Zorg en Hoop Airport in Paramaribo die op een afstand van circa 85 kilometer verwijderd ligt.
Het is privaat eigendom van de Rosebel-goudmijn en wordt vooral gebruikt voor charters en noodvluchten. Het veiligheidspersoneel van het bedrijf is verantwoordelijk voor het onderhoud en de verlichting van het vliegveld, evenals de vluchtschema's en de communicatie met de Luchtvaartdienst in Paramaribo.